# Golden Tulip

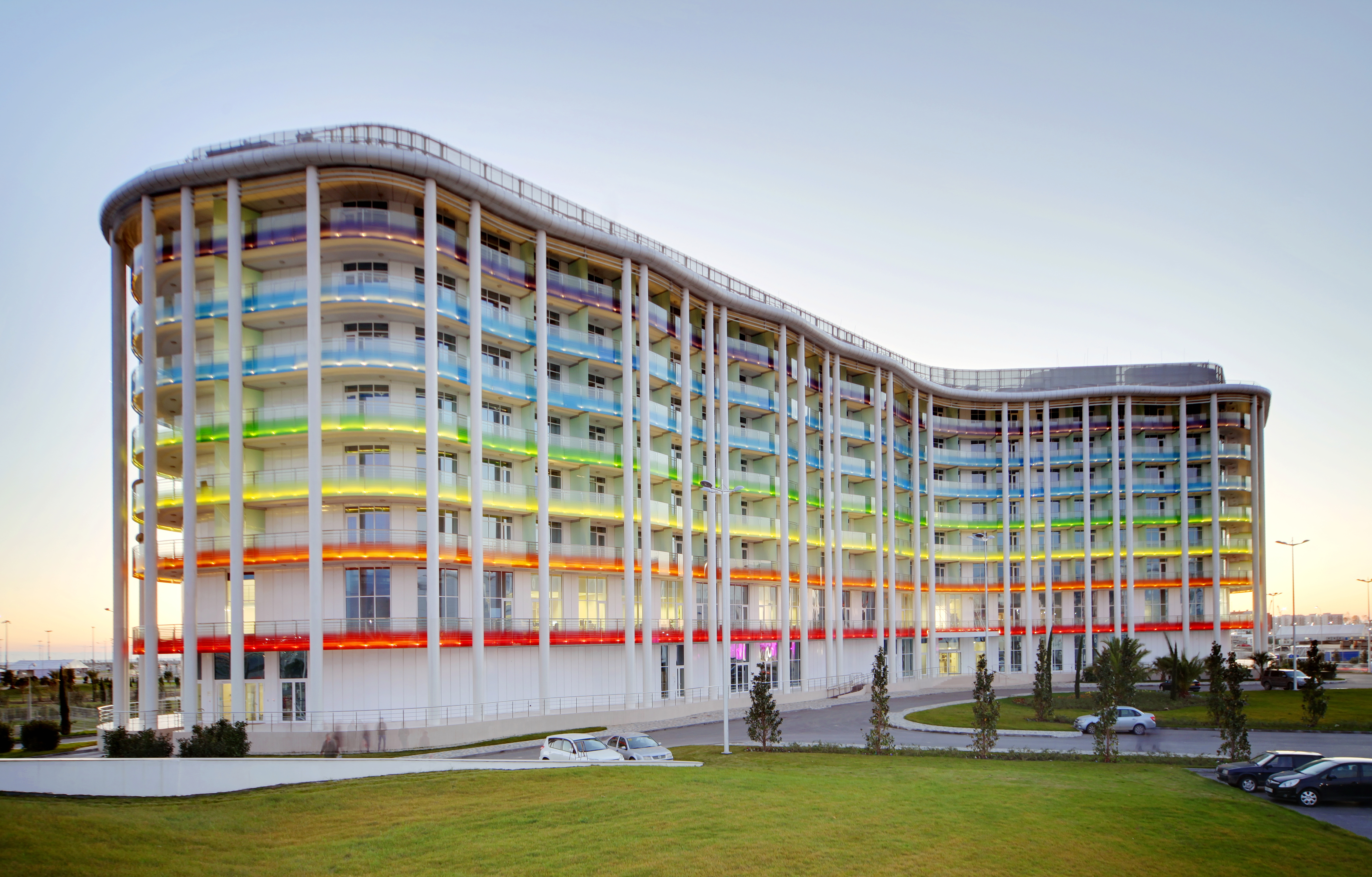
Отель Omega Sochi

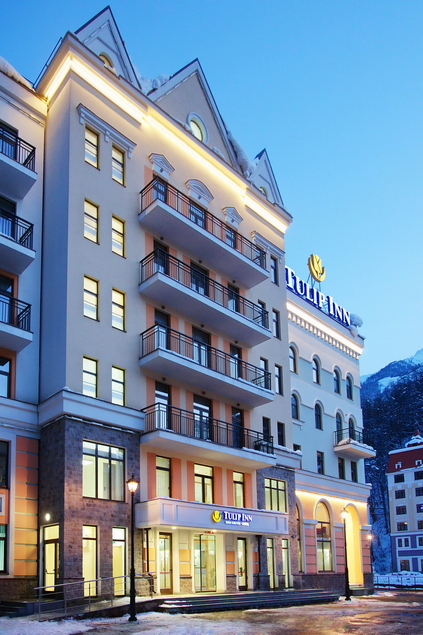
Отель Tulip Inn Rosa Khutor, Красная Поляна, Сочи, Россия

Golden Tulip, полное наименование Golden Tulip Hotels, Suites and Resorts (до 2011 года — Golden Tulip Hospitality Group), международный гостиничный оператор, имеющий в своем портфолио более чем 230 гостиниц в 40 странах мира. Штаб-квартира компании расположена в г. Амерсфорт, Нидерланды, общий номерной фонд отелей Golden Tulip составляет более 27 000 комнат. Согласно рейтингу журнала HOTELS за 2009 год, Golden Tulip занимает 14 строчку в списке крупнейших гостиничных операторов (по количеству гостиничных номеров).

## История
- 1962 В Нидерландах основана Компания Golden Tulip Hotels.
- 1975 Golden Tulip Hotels Worldwide начинает сотрудничество с KLM. Golden Tulip быстро расширяет своё присутствие во всех странах, куда летают самолеты авиакомпании KLM.
- 1986 Объединение франчайзингового и операционного бизнеса в одну компанию Golden Tulip International.
- 1990 KLM сосредотачивается на своем основном бизнесе - авиаперевозках и извлекает свои акции из Golden Tulip.
- 1993 Официальное анонсирование бренда для сети трехзвездочных гостиниц "Tulip Inn".
- 1996 Заключено соглашение с Utell - крупнейшей в мире электронной и голосовой системой бронирования отелей.
- 2001 Слияние компаний Golden Tulip и NH Hotels.
- 2002 Golden Tulip выкупает свою долю у NH Hotels и вступает в коммерческий альянс с TOP International.
- 2003 Golden Tulip покупает 30 % долю в Euro Tulip.
- 2004 Golden Tulip вступает в сотрудничество с французской сетью гостиниц B&B Hotels.
- 2005 Golden Tulip входит в стратегический альянс с базирующейся в Австралии гостиничной компанией THL.
- 2006 Golden Tulip представляет новые бренды и концепции: гостиничный бренд для премиум-сегмента "Royal Tulip", ресторанная концепция "BRANCHE Restaurant, Bar & Lounge" и программа лояльности "Flavours".
- 2007 Golden Tulip открывает свой первый из пяти ресторанов "BRANCHE Restaurant, Bar & Lounge".
- 2009 (февраль) Golden Tulip выходит на рынок России, подписав соглашение о девелопменте и представительстве[2] с гостиничной управляющей компанией IFK Hotel Management.
- 2009 (июль) Компания Starwood Capital Group приобретает бизнес, бренды и активы компании Golden Tulip Hospitality Group. Golden Tulip вступает в альянс с Louvre Hotels.

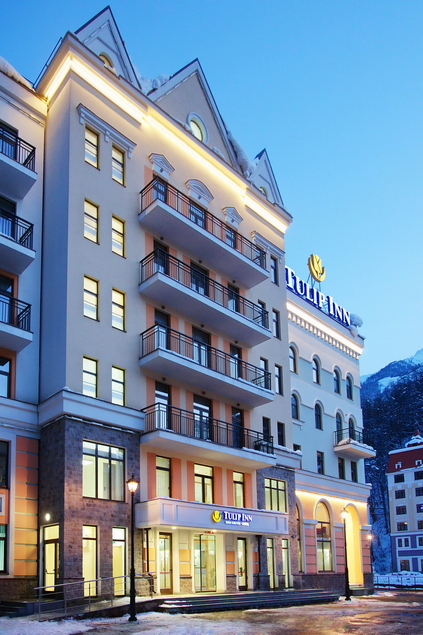
Отель Tulip Inn Rosa Khutor, Красная Поляна, Сочи, Россия
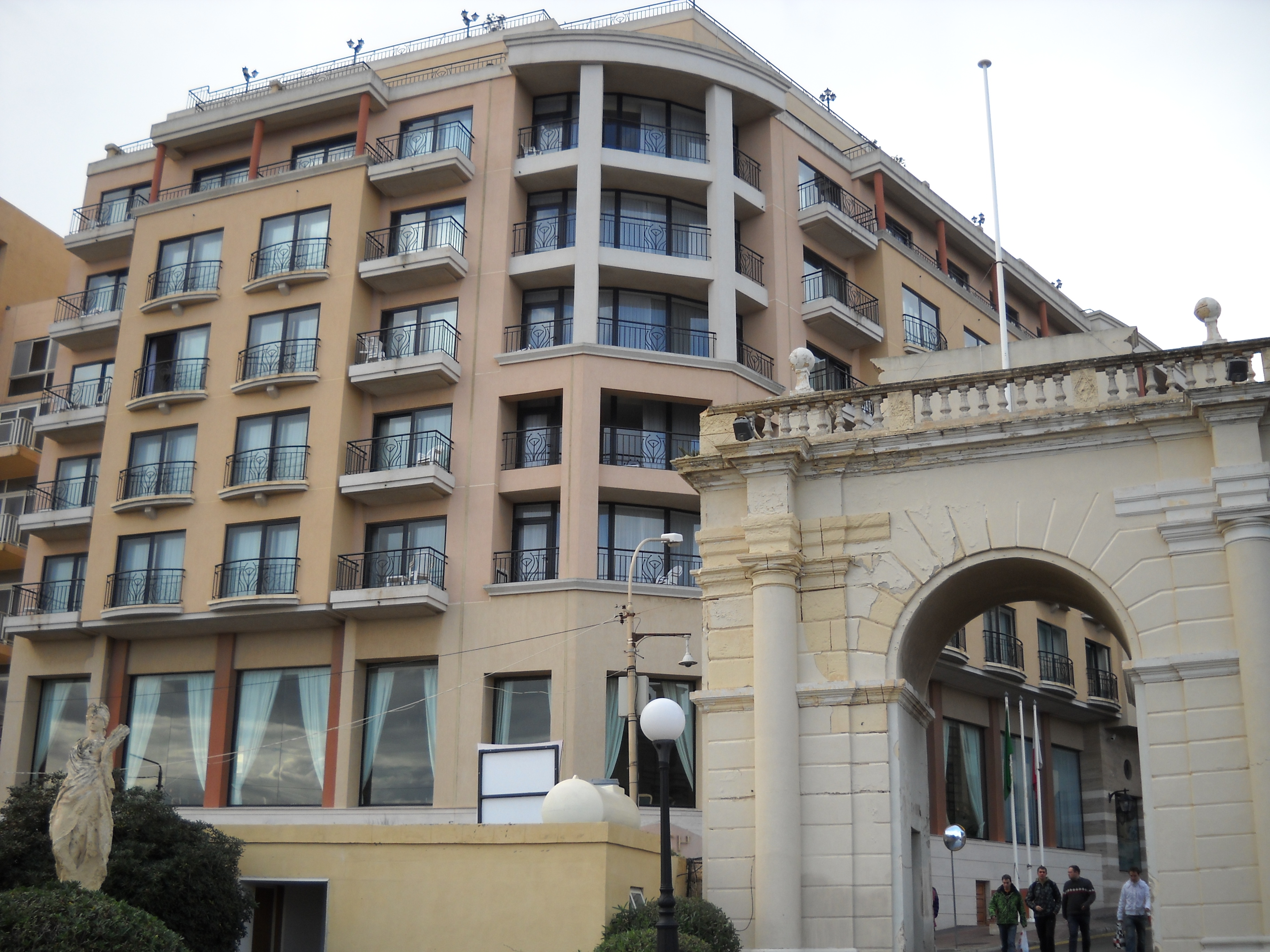
Отель Golden Tulip Vivaldi, Мальта
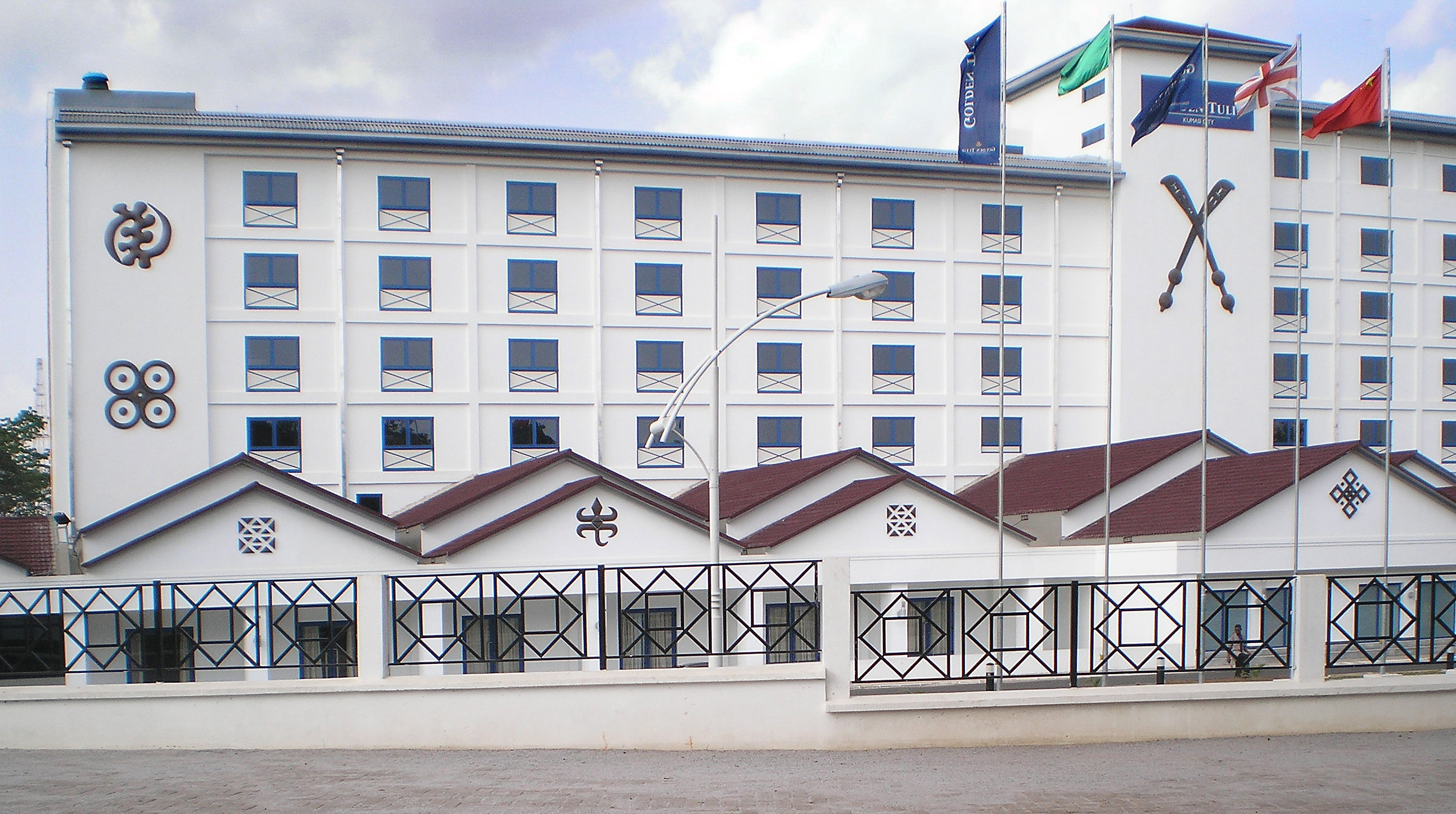
Отель Golden Tulip Kumasi City, Гана

### Starwood Capital Group
Starwood Capital Group глобальная частная инвестиционная компания со штаб-квартирой в г. Гринвич, США, основана в 1991 году. Согласно соглашению, подписанному между Starwood Capital и Golden Tulip в 2009 году, франчайзинговый бизнес компании Golden Tulip, включая все активы, контракты, торговые марки, а также исключительные права на их использование переходят в собственность Starwood Capital Group.

## Бренды Golden Tulip Hospitality Group
Компания Golden Tulip Hospitality Group управляет тремя интернациональными гостиничными брендами: Tulip Inn, Golden Tulip и Royal Tulip.
Под брендом Tulip Inn работают трехзвездные отели, под брендом Golden Tulip - четырехзвездные гостиницы, под брендом Royal Tulip - отели класса "люкс".

## Golden Tulip Hospitality Group в России
Первый отель под брендом сети Golden Tulip Hotels, Suites and Resorts на территории России открыт на горнолыжном курорте Роза Хутор в Красной Поляне в 2011 году. К началу Зимних Олимпийских игр 2014 года в Адлерском районе Сочи будет открыто ещё два отеля сети — в поселке Красная Поляна и в Имеретинской низменности на побережье Чёрного моря.
Планируется открытие отеля данной сети в строящемся БЦ "Кристалл" в Кирове. В конце 2018 года открыт 4-х звездочный  отель Golden Tulip Krasnodar, в центральной части города Краснодар. 